# Begonia robii
Begonia robii — вид рослин із родини бегонієвих (Begoniaceae). Належить до секції Begonia sect. Jackia.

## Морфологічна характеристика
Це адаптований до вапняку вид, близько споріднений з Begonia droopiae з точки зору його середовища проживання й строкатого листя, однак його можна легко відрізнити за округлою верхівкою листя, яка має блідо-зелені плями між жилками, зовнішні листочки оцвітини чоловічих квіток від еліптичної до зворотно-яйцеподібної форми з гострою або заокругленою верхівкою, жіночі квітки з двома або трьома листочками оцвітини, зовнішні з яких 4‒12 × 7‒8.5 мм, еліптичні, зав'язь ≈ 8 × 5–6 мм, від яйцеподібної до еліпсоїдної.

## Поширення
Вапняковий карстовий ендемік Західної Суматри — Регентства Ліма Пулух Кота і Танах Датар (долина Харау, Лінтау Буо і Халабан); його пропонована категорія МСОП — EN.

## Етимологія
Вид названо на честь колекціонера Робі Сатрії (Robi Satria).